# Temporada de tifones del Pacífico de 2015
La temporada de tifones en el Pacífico de 2015 fue un evento en el cual ciclones tropicales se forman en el océano Pacífico oeste. La temporada estuvo activa todo el año con un pico de intensidad entre julio y octubre. El enfoque de este artículo está limitado para el océano Pacífico al norte del ecuador entre el meridiano 100° este y el meridiano 180°. 
Dentro del océano Pacífico noroccidental, hay dos agencias quienes de forma separada asignan nombres a los ciclones tropicales de los cuales resultan en un ciclón con dos nombres. La Agencia Meteorológica de Japón nombra un ciclón tropical en el que se basarían en la velocidad de vientos sostenidos en 10 minutos de al menos 65 km/h, en cualquier área de la cuenca. Mientras que el Servicio de Administración Atmosférica, Geofísica y Astronómica de Filipinas (PAGASA) asigna nombres a los ciclones tropicales los cuales se mueven dentro o forma de una depresión tropical en el área de responsabilidad localizados entre 135° E y 115° E y también entre 5°-25° N, sí el ciclón haya tenido un nombre asignado por la Agencia Meteorológica de Japón. Las depresiones tropicales, que son monitoreadas por el Centro Conjunto de Advertencia de Tifones de Estados Unidos, son numerados agregándoles el sufijo "W".

## Ciclones tropicales
La temporada de tifones inició luego de la disipación de la tormenta tropical Jangmi (1 de enero).

### Tormenta tropical severa Mekkhala (Amang)
El 10 de enero de 2015, el Centro Conjunto de Advertencia de Tifones inició a vigilar a una perturbación tropical débil cerca a 204 kilómetros al sursudoeste de Chuuk, Estados Federados de Micronesia. Durante los siguientes días, la perturbación ganó actividad convectiva cerca de su centro, por lo que la JMA lo promovió a la categoría de depresión tropical el 13 de enero. Al mismo tiempo, la JTWC emitió una Alerta de Formación de Ciclón Tropical (TCFA por sus siglas en inglés). A finales de ese día, la JTWC lo denominó como la depresión tropical Uno-W. Al día siguiente, la JMA promovió al sistema a tormenta tropical, recibiendo el nombre de Mekkhala (nombre aportado por Tailandia y significa: Ángel del Trueno). A pesar de esto la JTWC no lo promovió debido a la influencia de una cizalladura de viento de ligera a moderada, mientras se desplazaba al oeste. El 15 de enero, la PAGASA reportó que el Mekkhala había entrado al Área de Responsabilidad Filipina y fue nombrado Amang. A las 03:00 UTC del 15 de enero, la JTWC finalmente lo promovió a tormenta tropical y, con la disminución de la influencia de la cizalladura de viento localizada al este, se intensificó súbitamente. Por lo que fue promovido a tifón por la agencia a las 21:00 UTC del 16 de enero y por la JMA a las 00:00 UTC del día siguiente, mientras se ubicaba a 815 kilómetros al este-sureste de Manila, Filipinas. Aunque en análisis posteriores se determinó que el Mekkhala siempre había permanecido como tormenta tropical severa y que nunca fue tifón. Estructuralmente, el sistema presentaba una nubosidad central densa muy definida, rodeando al centro de circulación de magnitud baja (LLCC) en un ambiente muy favorable. Alcanzó su máximo pico de intensidad con vientos sostenidos en 1 minutos de 130 km/h (80 mph), en 10 minutos de 110 km/h (70 mph) y después tocó tierra sobre la ciudad de Dolores, Sámar Oriental en Filipinas alrededor de las 07:00 UTC (15:00 PST o tiempo de Filipinas) del 18 de enero. Debido al contacto con tierra, el Mekkhala fue perdiendo intensidad, por lo que fue degradado a tormenta tropical Fue degradado a depresión tropical por la JTWC cuando entró al mar de las Filipinas el 18 de enero. El centro de circulación de la depresión, expuesta por la cizalladura de viento, giró al noreste y, tiempo después, fue absorbido completamente por un frente estacionario a inicios del 20 de enero.
La llegada del tifón coincidió con la visita del papa Francisco a Filipinas. En Tacloban, una voluntaria perdió la vida en el aeropuerto de la ciudad, lugar donde el Papa presidía la misa por las víctimas del tifón Haiyan. En Virac, Catanduanes otra persona falleció al ser arrastrada por la corriente y se reportó otro fallecimiento en Bicolandia. Los daños totales ascienden a los USD 7,8 millones.

### Tifón Higos
A principios del 4 de febrero, una perturbación tropical se formó al norte del ecuador con una nubosidad desorganizada y sin evidencia de un centro de circulación. Sin embargo, cuando encontró condiciones favorables, el sistema formó un centro y convección profunda durante las siguientes horas. Por lo que fue declarado por la JMA como una depresión tropical mínima el día 6 y una depresión tropical el día siguiente. Con una estructura característica de un ciclón tropical, fue declarada como la depresión tropical Dos-W a las 09:00 UTC del 7 de febrero por la JTWC mientras se encontraba ubicado a 728 kilómetros al noreste de Chuuk. A las 18:00 UTC de aquel día, la JMA midió sus vientos máximos sostenidos en 10 minutos de 35 nudos (65 km/h), por lo el sistema fue declarada como la tormenta tropical Higos (nombre aportado por los Estados Unidos y es el nombre chamorro, de origen español, de higo) En su aviso emitido a las 21:00 UTC, la JTWC también lo promovió a tormenta tropical y lo observó con una convección central profundizada, acoplada a su centro de circulación y una amplia banda nubosa al este. Después de ser promovido a tormenta tropical severa a las 18:00 UTC por la JMA, el Higos intensificó su convección acoplando múltiples bandas nubosas sobre su centro de circulación. El sistema fue promovido a tifón de categoría uno por la JTWC tres horas más tarde, mientras se encontraba estacionario debido a la presencia de dos crestas subtropicales que impedían su desplazamiento. Al ser promovido a tifón por la JMA a las 12:00 UTC del día siguiente, la intensidad del Higos se mantuvo constante en las horas siguientes, con un pico de intensidad de vientos de 130 km/h y, aunque su estructura se estaba intensificando, se esperaba que se debilitara progresivamente debido a la presencia de una cizalladura vertical de viento de moderada a intensa y la entrada de aire seco. Sin embargo, esto no sucedió, pues el tifón se intensificó rápidamente, pasando de ser un tifón de categoría uno con vientos sostenidos en un minuto de 130 km/h a un tifón de categoría cuatro con vientos de 215 km/h en seis horas. La JMA notó eso y afirmó que había alcanzado su pico de intensidad de vientos sostenidos en 10 minutos de 165 km/h y una presión mínima de 940 hPa. Esto lo convirtió en el tifón más intenso en el mes de febrero desde el tifón Nancy de 1970. Estructuralmente, el Higos mostraba convección profunda muy simétrica, un ojo bien definido de aproximadamente 19 kilómetros de diámetro, encontrándose en un ambiente muy favorable con la cizalladura de viento disminuida. A partir del reporte de las 15:00 UTC, el aire seco empezó a perturbar al sistema, provocando la disipación del ojo y la desorganización de la convección profunda. A partir de aquel momento, el Higos empezó a debilitarse. Su debilitamiento aceleró más cuando entró en un ambiente en donde la cizalladura de viento aumentó su intensidad y la temperatura superficial del mar disminuyó a unos 26 a 27 grados Celsius, provocando el desplazamiento de su convección al noreste y la exposición de su centro de circulación de magnitud baja. Por esta razón, la JMA, después de degradarlo a tormenta tropical severa, y la JTWC lo degradaron a tormenta tropical a inicios del 11 de febrero mientras se ubicaba a 873 kilómetros al este-noreste de la Base estadounidense de Andersen, Guam. Finalmente el 11 de febrero, la JTWC y la JMA emitieron su último aviso cuando fue degradado a depresión tropical sin la presencia de actividad convectiva y su centro muy expuesto, aunque la JMA lo dejó de observar hasta al final del 12 de febrero.

### Tormenta tropical Bavi (Betty)
A partir del 8 de marzo, una perturbación transecuatorial persistió y al día siguiente, se dividió en dos; el primero, en el hemisferio sur, se organizó y se convirtió en el ciclón Pam, mientras que el otro, en el hemisferio norte, se compactó a una perturbación tropical a 407 kilómetros al sureste de Kwajalein, islas Marshall. El 10 de marzo, el sistema presentó un elongado centro de circulación y convección profunda focalizada al norte de este, por lo que fue declarada como la cuarta depresión tropical según la JMA. Fue declarada como la depresión tropical Tres-W el 11 de marzo por la JTWC cuando el sistema mejoró su convección y presentó bandas nubosas formativas adheridas a su centro. A las 18:00 UTC la JMA y a las 21:00 UTC la JTWC lo declararon como la tormenta tropical Bavi, cuyo nombre hace referencia a la cordillera homónima (significa en vietnamita: el señor de las montañas) al norte de Vietnam. Durante toda su existencia, el Bavi no superó la categoría de tormenta tropical, puesto que las condiciones ambientales eran marginalmente favorables para su desarrollo con una cizalladura de viento de ligera a moderada parcialmente compensado con un frente de ráfaga polar. Con un desplazamiento generalmente al oeste, la tormenta alcanzó su pico de intensidad el 14 de marzo, con vientos máximos sostenidos en un minuto de 95 km/h, en diez minutos de 85 km/h y una presión barométrica de 990 hPa. El 17 de marzo, el Bavi entró al Área de Responsabilidad Filipina, en donde la PAGASA lo nombró como la tormenta tropical Betty. Debilitado, el Bavi finalmente sucumbió ante la cizalladura de viento el cual desvistió a su centro de circulación de su convección profunda y fue degradado a depresión tropical por la JMA y JTWC el 18 de marzo. Día después, la PAGASA lo degradó a un área de baja presión y, a pesar de esta acción y que la JTWC lo haya declarado como disipado, la JMA siguió monitoreándolo como depresión tropical por seis días más; quizás por la presencia de su centro de circulación bien definido que aún seguía desplazándose al oeste y proliferaciones mínimas espontáneas de convección. El 21 de marzo, el sistema tocó tierra sobre la provincia de Luzón en las Filipinas y, más tarde, perdió su centro de circulación ya sobre el mar de la China meridional, por lo que la JMA emitió su aviso final.

### Tifón Maysak (Chedeng)
A partir del 23 de marzo, un área de baja presión persistió a 232 kilómetros al este-sureste de Majuro, islas Marshall. Se desplazaba en dirección noroeste y, a su vez, adquiría organización sobre los siguientes dos días. Fue declarado como una depresión tropical por la JMA, el 26 de marzo, y por la JTWC, el 27 de marzo, que lo denominó como Cuatro-W. Cuando fue promovido a tormenta tropical horas más tarde por la JTWC, el sistema mostró bandas convectivas consolidándose a su centro de circulación de magnitud baja en medio de un ambiente de cizalladura de viento moderada compensado por un excelente frente de ráfaga. A las 18:00 UTC la JMA lo declaró como la tormenta tropical Maysak (nombre aportado por Camboya que hace referencia a un árbol local). El 28 de marzo, las imágenes procesadas de satélite revelaron un ojo rodeado de una nubosidad central densa en proceso de oscurización. Cuando el Maysak fue promovido a tormenta tropical severa, éste se desplazaba al oeste a lo largo de la periferia de una cresta subtropical. El ojo se definió más con su nubosidad densa consolidada y una convección atmosférica profunda persistiéndo por el cuadrante inferior de la tormenta. Estas observaciones permitieron que la JMA promoviera al Maysak a tifón a las 18:00 UTC del mismo día. En un día, el tifón se intensificó lentamente y su pico de intensidad fue de categoría dos con vientos en un minuto de 175 km/h, debido a que se encontraba en un ambiente predominante de cizalladura de viento al suroeste y temperatura del mar templada. Cuando el sistema encontró temperatura del mar cálida, de 29 grados Celsius, y la disminución de la cizalladura, inició su fase de rápida intensificación, puesto que pasó de ser tifón de categoría dos a las 15:00 UTC del 30 de marzo a supertifón de categoría cinco a las 06:00 UTC del día siguiente con vientos sostenidos en un minuto de 260 km/h. Presentando una presión mínima de 905 hPa, el tifón mostró una estructura muy definida correspondiente a un ciclón tropical anular, con un ojo simétrico de 30 kilómetros de diámetro rodeado un anillo perfecto de convección que muestra un efecto estadio y una nubosidad central densa formada.
A partir del 1 de abril y luego de 24 horas de mantener la categoría cinco, el sistema empezó a debilitarse. Presentó un ciclo de reemplazamiento de pared que debilitó al ojo que se reflejó en su intensidad. Fue degradado a categoría cuatro a las 09:00 UTC de aquel día. El ambiente empezó a ponerse en contra del fortalecimiento del tifón. Una corriente de aire seco entró sobre el sistema y la JTWC reportó que la convección se había debilitado significativamente a lo largo de la parte sur del sistema a las 15:00 UTC del 1 de abril. Al mismo tiempo, el Maysak entró al Área de Responsabilidad Filipina, en donde la PAGASA lo nombró: Chedeng. A finales de aquel día, la intensidad de aire seco entrando al sistema aumentó más, desplazando su convección a la parte norte del ojo, que se amplió hacia unos 50 kilómetros de diámetro. El aumento de otra cizalladura de viento al oeste disipó moderadamente la convección profunda, oscureció al ojo y debilitó a su pared. El debilitamiento del Maysak aceleró significativamente y, el 5 de abril, tocó tierra en la región filipina de Luzón como tormenta tropical. Fue inmediatamente degradado a depresión tropical horas después y, perdida toda su convección, finalmente se disipó 7 de abril sobre el mar de la China Meridional.
A su paso por el estado micronesio de Chuuk, el 27 de marzo, causó daños extensos. Los vientos de 114 km/h, medidos en el radar de la oficina local del National Weather Service, derribaron numerosos árboles, postes de tendido eléctrico y arrancaron tejados de sus casas. La tormenta destruyó 830 casas, 67 negocios y 6.790 personas damnificadas. El servicio de energía eléctrica y las telecomunicaciones fueron interrumpidas y derribadas, el agua potable fue contaminado por lo que se declaró no apta para el consumo. El 80% de los cultivos fueron arrasados y cinco buques se hundieron. Reportes difieren en el número de muertes, puesto que indican el fallecimiento de cuatro a nueve personas. En el estado de Yap, el sistema provocó daños extensivos en el atolón Ulithi y la isla Fais. En esta, toda estructura no hecha de concreto y los cultivos fueron arrasados por las marejadas ciclónicas. Finalmente, en las Filpinas, solo se reportaron daños leves y cuatro heridos por negligencia al tomarse selfis en la costa, que estaba siendo impactada por las marejadas ciclónicas. Solamente un vuelo fue postergado por la tormenta.

### Tormenta tropical Haishen
La tormenta tropical Haishen, cuyo nombre aportado se refiere al dios chino del mar, tuvo una vida corta. Se formó a partir de una perturbación durante el 31 de marzo muy cerca del ecuador. Sucesivamente se desplazó al noroeste en los siguientes días y encontró un ambiente favorable para convertirse en una depresión tropical bien consolidada el 3 de abril a 520 kilómetros al sureste de Chuuk. Al día siguiente fue declarada como tormenta tropical presentando un centro de circulación de magnitud baja saludable. Alcanzó su pico de intensidad y presentó vientos sostenidos en un minuto de 85 km/h, en diez minutos de 65 km/h, con una presión mínima de 998 hPa. Por varias horas mantuvo esta intensidad hasta que una cizalladura de viento al suroeste intensa corrompió la estructura y expuso su centro de circulación, encontrándose estacionario y pobremente compensado por su frente de ráfaga. Fue degradado a depresión tropical a finales del 5 de abril y, a inicios del siguiente día, sucumbió ante la cizalladura, propiciando su disipación.

### Tifón Noul (Dodong)
El precursor de este sistema fue una perturbación tropical que se formó al suroeste de Chuuk y, después de adquirir organización estructural por su ubicación en ambiente favorable, la JTWC empezó a emitir una Alerta de Formación de Ciclón Tropical, ya declarado como depresión tropical por parte de la JMA. La JTWC lo promovió a depresión tropical y lo denominó como Seis-W el 3 de mayo. Ya declarada como la tormenta tropical Noul (nombre aportado por Corea del Norte que significa: resplandores y cielo rojo) por ambas agencias, el sistema consolidó una nubosidad central densa que luego fue distorsionada por un tiempo por una cizalladura vertical de viento moderada, aunque no le impidió reorganizarse y ser declarado como tifón por ambas agencias a finales del 5 e inicios del 6 de mayo. El tifón tuvo variaciones en sus características, como la presencia de un ojo intermitente que inició aparecer desde que fue promovido a tifón, su desplazamiento que, influenciado por una cresta subtropical bien establecida, estuvo brevemente inhibido y luego restablecido con una aceleración hacia el oeste-noroeste. Entró al Área de Responsabilidad Filipina y fue nombrado Dodong por la PAGASA. Cuando las condiciones ambientales cambiaron a bien para el tifón, éste empezó a intensificarse rápidamente el cual provocó la formación de un ojo de 35 kilómetros de diámetro y un excelente frente de ráfaga. El Noul, catalogado como supertifón de categoría cinco por la JTWC, alcanzó su máximo pico de intensidad y presentó vientos sostenidos en un minuto de 260 km/h, en 10 minutos de 195 km/h y una presión mínima de 915 hPa. Luego a las 09:00 UTC del 10 de mayo, el ciclón tocó tierra sobre el pueblo de Santa Ana, provincia de Cagayán que consecuentemente propició el inicio de su tendencia debilitatoria. Inició a desplazarse al noreste, pasando al este de Taiwán y suroeste de Japón y perdiendo organización e intensidad. Finalmente, el 12 de mayo, la tormenta tropical severa Noul fue declarada como ciclón extratropical.
A su paso por Yap, como categoría uno, el ciclón provocó precipitaciones fuertes con acumulaciones máximas de 279 milímetros. En Filipinas, en el área en donde el sistema tocó tierra, se reportó la muerte de dos personas. Las precipitaciones fueron bien recibidas por parte de los agricultores y los daños fueron generalmente limitados, de USD $345.000. En Taiwán el tifón dio una sensación de alivio a los residentes puesto que el país se encontraba bajo una severa sequía, las acumulaciones máximas fueron de 60,5 milímetros en la reserva de Baoshan. Por último en Japón, en las islas Ryukyu se experimentaron vientos fuertes que fueron medidos en 104 km/h en la isla Ishigaki y 131 km/h con ráfagas mayores a los 172 km/h en la isla Shimoji, los más altos en el mes de mayo. En Kioto, una persona resultó lesionada al ser derribado por los fuertes vientos.

### Tifón Dolphin
El tifón Dolphin (nombre aportado por la Región Administrativa Especial de Hong Kong que hace referencia, en inglés, al delfín blanco chino) se formó a partir de un área de perturbación convectiva que empezó a monitorizarse por el Centro Conjunto de Advertencia de Tifones a finales del 4 de mayo. Mientras se desplazaba generalmente al noreste, la perturbación ganó intensidad y fue catalogado como una depresión tropical por la JMA el 6 de mayo a las 12:00 UTC y por la JTWC a las 21:00 UTC que lo denominó como: Siete-W. Fue declarado como tormenta tropical el 9 de mayo cuando el sistema ganó convección profunda alrededor de su centro de circulación, aunque limitada al noroeste por la presencia de una cizalladura de viento. Bajo la influencia de una cresta subtropical el sistema tomó un giro al norte-noroeste el cual después ganó intensidad a pesar de la presencia moderada de la cizalladura. A inicios del 12 de mayo fue promovido a tormenta tropical severa, mientras que la JTWC lo promovió a tifón. A las 06:00 UTC del 23 de mayo fue promovido a tifón por la JMA. A partir de ese momento el tifón inició una tendencia intensificatoria el cual provocó la formación de un ojo de 10 kilómetros de diámetro y de una nubosidad central densa alrededor. Esto fue inhibida por la entrada de aire seco al oeste y la cizalladura moderada, aunque cuando estos factores disminuyeron el proceso continuó. Con una estructura mejorada el sistema alcanzó su pico de intensidad, como el tercer supertifón de categoría cinco de la temporada, con vientos máximos sostenidos en un minuto de 260 km/h, en 10 minutos de 185 km/h y una presión mínima de 925 hPa. La intensidad del sistema empezó a decaer en los siguientes cuatro días cuando encontró ambiente infavorable para su existencia, aunque estuvo siendo tratado paliativamente por una ventilación proveída por un frente de ráfaga polar. Finalmente, mientras se encontraba al noroeste de Iwo Jima el sistema se convirtió en ciclón extratropical por lo que la JTWC emitió su aviso final el 19 de mayo, aunque la JMA lo dejó de monitorizar hasta el día siguiente.
Los daños fueron menores a su paso por las islas Marianas. Antes de eso, las autoridades se prepararon para recibir el tifón, abriendo ocho refugios en escuelas y en otros lugares en donde albergaron a más de 1500 personas. Los servicios de transporte marítimo y aéreo estuvieron bajo suspensión, así como los negocios locales. Se registraton vientos de 135 km/h con ráfagas de hasta 171 km/h en la base estadounidense de Andersen. Las precipitaciones en las islas fueron moderadas a fuertes con máximos acumulados de hasta 236 milímetros en un período de 12 horas y el oleaje alcanzó los 6 metros de altura.

### Tormenta tropical Kujira
Los orígenes de este sistema se remontan a una perturbación tropical el cual se formó el 18 de junio en el mar de la China Meridional. Cuando el sistema tuvo mejor organización, fue promovido a depresión tropical por la JMA al día siguiente. Con una convección central oscureciendo al centro de circulación, fue declarado como la depresión tropical Ocho-W y luego promovido a tormenta tropical, el cual la JMA lo nombró Kujira (nombre aportado por Japón, que hace referencia a los cetáceos) Durante toda su existencia, el Kujira ha luchado por permanecer íntegra su estructura, debido a la afectación de una cizalladura vertical de viento de moderada a severa. El sistema tocó tierra sobre el norte de Vietnam, con una convección limitada al suroeste y, debido al contacto con tierra, se disipó horas después sobre la cordillera montañosa de ese país.
Aunque se encontraba fuera del Área de Responsabilidad Filipina, la circulación del Kujira propició el monzón sudoccidental que marcó el inicio de la temporada húmeda en el país. Sobre Hainan el 20 de junio, el Kujira produjo lluvias torrenciales con acumulaciones en toda la isla de aproximadamente 102 milímetros con un pico de 732 milímetros. Las inundaciones subsecuentes afectaron 7400 hectáreas de cultivos y dejaron pérdidas econímicas de USD $14,4 millones. Las inundaciones en el norte de Vietnam mataron al menos nueve personas, incluyendo ocho en la provincia de Son La, y desaparecieron a seis más. Por todo el país, 70 hogares fueron destruidos mientras que 382 más fueron dañados parcial o severamente.

### Tifón Chan-hom (Falcón)
Iniciando una serie ciclogénica activa iniciada con la formación del Kujira después de una calma de aproximadamente un mes. Una zona de convergencia intertropical a finales del mes de junio proliferó a una perturbación tropical al sur-sureste de Pohnpei con una convección profunda adosada a un centro de circulación relativamente débil. En un ambiente propicio, el sistema se organizó mejor y se convirtió en depresión tropical el 30 de junio el cual la JTWC lo numeró como Nueve-W. Rápidamente fue promovido a tormenta tropical y se le nombró: Chan-hom (nombre aportado por Laos que hace referencia a cierto tipo de árbol). Después de esto, el sistema tuvo una intensificación estable y, potenciado por la absorción de una depresión tropical al suroeste, alcanzó la categoría de tormenta tropical severa el 1 de julio y tifón a mediados del siguiente día, con una nubosidad central densa que se había profundizado y oscurecido el centro de circulación de magnitud baja. El tifón presentó vientos promedios en uno y diez minutos de 120 km/h con una presión mínima de 975 hPa. Sin embargo su intensificación fue bloqueada debido a una cizalladura de viento fuerte el cual fue provocado por una celda de vaguada troposférica superior tropical o TUTT por sus siglas en inglés. Consecuentemente el Chan-hom fue degradado a tormenta tropical, presentando una estructura cizallada al suroeste y centro de circulación expuesto los cuales persistieron por varias horas.
La situación para el Chan-hom cambió para bien a finales del 4 de julio e inicios del 5 de julio cuando la cizalladura de viento disminuyó por la redistribución de la cresta subtropical dependiente de la celda TUTT, propiciando la reintensificación del sistema. A finales del 6 de julio, había adquirido nuevamente la intensidad de tifón por la aparición de un ojo y la organización de la convección sobre éste. El 7 de julio, el sistema entró al Área de Responsabilidad Filipina y fue nombrado: Falcón. El tifón alcanzó su pico de intensidad mientras pasaba sobre el archipiélago de Okinawa el 9 de julio, presentando vientos sostenidos en 10 minutos de 165 km/h y una presión barométrica de 935 hPa. Presentando bandas intensamente alimentadoras y un ojo de bordes muy definidos con un diámetro de 27 kilómetros, la JTWC afirmó que el Chan-hom había alcanzado su máximo pico de intensidad como tifón de categoría cuatro en la escala de Saffir-Simpson con vientos sostenidos en un minuto de 220 km/h. Posterior a un ciclo de reemplazamiento de pared de ojo y el aumento de otra cizalladura de viento, el tifón se debilitó sin probabilidad de reintensificarse y tocó tierra cerca de la ciudad de Zhoushan, Zhejiang a 140 kilómetros al sur-sureste de Shanghái alrededor de las 08:40 UTC. Para ese tiempo, la JMA afirmó que la tormenta poseía vientos sostenidos en 10 minutos de 140 km/h mientras que la JTWC lo estimó con vientos sostenidos en 1 minuto de 160 km/h. Basado en el estimado de la JTWC, el Chan-hom fue el tifón más intenso en pasar cerca de Shanghái en al menos 35 años. Después de esto, la tormenta aceleró al norte-noreste y se desplazó sobre aguas frías del mar Amarillo, provocando más degradación en su estructura. El Chan-hom se debilitó por debajo de la categoría de tifón alrededor de las 18:00 UTC. El centro de circulación del sistema se expuso totalmente el 12 de julio mientras se aproximaba a la península coreana. Entre las 15:00 y las 18:00 UTC, el Chan-hom se desplazó sobre la provincia de Hwanghae del Sur, Corea del Norte con vientos de 95 km/h. A inicios del 13 de julio el sistema se convirtió en un ciclón extratropical presentando vientos de fuerza galerna. A su paso por las islas Marianas, las Filipinas, China, Taiwán, Japón la península coreana y el Extremo Oriente ruso, el Chan-hom paralizó servicios públicos, propició evacuaciones masivas e inundó localidades que dejó un saldo mortal de 6 muertos y daños de USD 1,46 mil millones.

### Tormenta tropical severa Linfa (Egay)
De la zona de convergencia intertropical proliferante se formó otra perturbación tropical el cual presentaba una convección profunda enlazada a su centro parcialmente expuesto. El sistema rápidamente se intensificó y, consensuada con las tres agencias (JMA, JTWC y PAGASA), se convirtió en depresión tropical el 1 de julio, siendo nombrado por la JTWC como Diez-W y por la PAGASA como Egay. A mediados del 2 de julio, el sistema presentó un centro de circulación oscurecida por la convección profunda rodeante y su intensidad fue medida entre 30 y 35 nudos, por lo que fue promovido a tormenta tropical y se le nombró: Linfa (aportado por la Región Administrativa Especial de Macao de China que hace referencia al Loto). El Linfa fue promovido a tormenta tropical al día siguiente al este de Manila y presentó una nubosidad central densa compacta sobre el centro de circulación el cual se desplazaba al oeste-noroeste. Para la tarde del 4 de julio, el centro del Linfa tocó tierra sobre el municipio filipino de Palanán, provincia de Isabela. Debido a la interacción con tierra, el centro de circulación de magnitud baja y su convección asociada erosionó, sin embargo la fuerza de vientos se mantuvo intacta. La JMA lo degradó a tormenta tropical pocas horas después de ingresar al mar de la China Meridional. A finales de aquel día, la JTWC había afirmado que la fuerza de vientos del Linfa habían incrementado nuevamente así como su organización.
Para el 6 de julio, el Linfa se encontró a una cizalladura vertical de viento de moderada a intensa. Su centro de circulación se expuso totalmente y las agencias principales disminuyeron su estimación de intensidad. En las siguientes horas, la tormenta mantuvo su intensidad mientras se desplazaba en proyección norte de forma lenta mientras se localizaba a pocos kilómetros al suroeste de Taiwán. Esto ocurrió posterior a que la PAGASA emitiese su aviso final del Linfa, cuando salió de su área de responsabilidad. Al día siguiente, el Linfa encontró otra área de condiciones favorables, por lo que la JTWC y la JMA aumentaron su estimación de intensidad. El Linfa alcanzó su segundo pico de intensidad el 8 de julio, aunque más intenso que el primero, con una estimación de vientos sostenidos en un minuto de 120 km/h, intensidad de categoría uno en la escala de Saffir-Simpson. Sin embargo, la JMA mantuvo su intensidad como tormenta tropical severa, aunque con una presión mínima de 975 hPa. Con un desplazamiento en general al oeste, el 9 de julio, el sistema tocó tierra al norte de la ciudad de Hong Kong y, debido a la interacción tierra, el sistema se disipó. En Filipinas el sistema dejó daños estimados en USD $4,8 millones sin muertes, en Hong Kong se activaron las alertas preventivas y aproximadamente 1.020 vuelos fueron cancelados, sin reportes de daños. El resto de China, según reportes preliminares, las pérdidas económicas de la tormenta alcanzaron los USD$ 213 millones con 288 hogares destruidos y 56.000 personas desplazadas. En otros lugares, el sistema no provocó daños significativos.

### Tifón Nangka
Nuevamente, la zona de convergencia intertropical proliferó a otra perturbación tropical muy cerca de la línea internacional de cambio de fecha a finales del 30 de junio. Estando en condiciones favorables con una cizalladura de viento débil y a pesar de estar afectado por la entrada de aire seco, la perturbación pudo organizar su convección alrededor de su centro, lo suficiente como para ser declarada depresión tropical el 3 de julio a las 00:00 UTC por la JMA y a las 15:00 UTC por la JTWC que lo denominó como Once-W. Con un aumento en su intensidad y estructura fue declarada como la tormenta tropical Nangka a las 18:00 UTC de ese mismo día por la JMA y a las 03:00 UTC por la JTWC. El nombre Nangka fue aportado por Malasia que hace referencia a la fruta del árbol de jack, yaca o panapén común en países del Sudeste Asiático; científicamente se conoce como Artocarpus heterophyllus. Para ese tiempo, varias bandas convectivas se encontraban adosándose al centro, aunque, sin embargo, limitadas al oeste por la entrada de aire seco. El sistema se convirtió en tormenta tropical severa a mediodía del 5 de julio, con un centro de circulación expuesto bajo la influencia de una cizalladura de viento moderada y un frente de ráfaga lígeramente mejorada. El 6 de julio, a medida que la cizalladura de viento se debilitaba con un frente de ráfaga mejorado, el Nangka inició la fase de rápida intensificación y formó un ojo. Fue promovido a tifón por ambas agencias. Desplazándose al oeste-noroeste a lo largo de la periferia suroeste de una cresta subtropical, el Nangka alcanzó su primer pico de intensidad en la tarde el 7 de julio, con vientos sostenidos en 10 minutos de 185 km/h.
Brevemente después de su primer pico de intensidad, el Nangka ligeramente se debilitó mientras su ojo se cubría de nubes. Aunque una cizalladura de viento inicialmente obstaculizó la tendencia intensificatoria del sistema, éste lo resumió a partir del 9 de julio y fue promovido a supertifón de categoría cuatro con vientos sostenidos en un minuto de 250 km/h. Al mismo tiempo, la estructura del Nangka se describía como simétrica y su ojo nuevamente apareció perceptiblemente claro. El Nangka mantuvo la intensidad de supertifón por 24 horas antes de degradarse a tifón el 10 de julio mientras ingresaba a un área de condiciones ligeramente infavorables. El Nangka se debilitó a tifón de categoría uno, pero empezó a reintensificarse a finales del 12 de julio, alcanzando su tercer pico de intensidad como tifón de categoría tres mientras su ojo se aclaró nuevamente, aunque no tanto como la anterior. Un ciclo de reemplazamiento de pared de ojo interrumpió la intensificación el día siguiente y el Nangka nuevamente se debilitó debido a la entrada de aire seco del norte. Alrededor de las 14:00 UTC del 16 de julio, el Nankga tocó tierra sobre Muroto, prefectura de Kōchi del Japón. Pocas horas después, el Nangka hizo su segundo contacto con tierra sobre la isla de Honshu, mientras que la JMA degradó la intensidad del Nangka a tormenta tropical severa. Debido a la interacción con aguas frías, la circulación de la tormenta empezó a deteriorarse más y fue degradada a depresión tropical por ambas agencias a finales del 17 de julio. El 18 de julio, ambas agencias emitieron sus avisos finales sobre Nangka mientras era degradado a un sistema de remanentes.
En el atolón Majuro de las islas Marshall, los vientos del Nangka derribaron tejados de las casas, árboles y postes de energía eléctrica. Cerca de la mitad de la capital de la nación estuvieron sin energía eléctrica. El ministro de relaciones exteriores de la nación, Tony deBrum, describía la afectación a la capital como "una zona de guerra". En Japón, el tifón dejó significativos daños a la pesca, agricultura, derribó hogares, dejó sin electricidad a más de 55.000 personas y dejó un saldo de dos personas muertas.

### Tifón Halola
Nombre de PAGASA: Goring. El 13 de julio, la Agencia Meteorológica del Japón reportó que la tormenta tropical Halola había cruzado la línea internacional de cambio de fecha y entró a la cuenca del Pacífico occidental como tormenta tropical severa. Para el día siguiente, el Halola rápidamente se intensificó hasta alcanzar la categoría de tifón. A finales de aquel día, ambas agencias reportaron que el Halola había alcanzado su primer pico de intensidad como tifón categoría dos. Sin embargo, la convección debilitada y una cizalladura de viento causaron el debilitamiento del tifón a partir del 15 de julio. El Halola se debilitó más hasta depresión tropical así como la JMA emitió su aviso final el 18 de julio, aunque la JTWC aún seguía monitoreándolo.
A partir del 19 de julio, la JMA reinició la emisión de avisos sobre el sistema, a medida que éste empezaba a mostrar signos de reintensificación. Con un patrón convectivo mejorado, expandiendo humedad a sus alrededores y sus bandas superficiales adosándose al centro del sistema, provocando a ambas agencias a promoverlo a tormenta tropical, a inicios del 20 de julio. El Halola se intensificó nuevamente a tifón el día siguiente, a medida que la estructura de éste se hacía más simétrica que antes. Para el 22 de julio, el Halola alcanzó su segundo pico de intensidad como tifón de categoría dos, pero más fuerte que el primer pico de intensidad, con una presión mínima de 955 hPa y vientos sostenidos en 10 minutos de 150 km/h. La PAGASA emitió su primer aviso del sistema y lo nombró: "Goring" a inicios del 23 de julio. Al día siguiente, el Halola se encontró con una cizalladura vertical de viento al noreste el cual provocó el debilitamiento del tifón. Poco tiempo después, la PAGASA emitió su aviso final sobre el tifón cuando había salido de su área de responsabilidad. Entre el 25 y 26 de julio, el Halola se debilitó hasta la intensidad de tormenta tropical y se desplazó sobre las islas suroccidentales del Japón. Ambas agencias lo degradaron a depresión tropical y emitieron sus avisos finales.
Alrededor de las 09:30 UTC del 26 de julio, el Halola tocó tierra sobre la ciudad de Saikai, prefectura de Nagasaki de Japón. A su paso por el Japón, en las islas Daitō, las granjas de caña de azúcar fueron significaticamente afectadas por el Halola, resultando en daños cuantificados en 154 millones de yenes japoneses (USD $1,2 millones).

### Depresión tropical Doce-W
La depresión tropical Doce-W empezó a ser monitoreado por la JMA y la JTWC, el cual se desarrolló al noreste de Manila. A finales de aquel día, la JTWC lo promovió a tormenta tropical, aunque no fue nombrado debido a que la agencia no es el centro meteorológico oficial de la cuenca, sino que es la JMA, el cual no lo promovió a tormenta tropical. Así ocurrió con la PAGASA, que, a pesar de la cercanía con el país no le otorgó ningún nombre local. Tiempo después, la circulación del Doce-W fue expuesta y absorbida por el frente de ráfaga del Halola el 25 de julio.

### Tifón Soudelor
El 28 de julio, un área de convección se consolidó a un área de baja presión al este de la línea internacional de cambio de fecha. Con un desarrollo estable, la JMA lo promovió a depresión tropical al día siguiente. El 30 de julio, la JTWC empezó a emitir avisos sobre la depresión tropical Trece-W, mientras que la JMA lo promovió a tormenta tropical y lo nombró: Soudelor (nombre aportado por los Estados Federados de Micronesia que hace referencia a un chef legendario de la localidad de Pohnpei). Al mismo tiempo, el Soudelor mostró signos de intensificación a medida que la nubosidad central densa oscurecía el centro de circulación de magnitud baja y ambiente favorable como una cizalladura vertical de viento débil y temperatura superficial del mar de entre los 31 y 31 grados centígrados. Por esto, la JMA lo promovió a tormenta tropical severa a las 18:00 UTC. A medida que se aproximaba a las islas Marianas del Norte, sobrevino la fase de rápida intensificación con ambas agencias clasificando al Soudelor como tifón. El tifón desarrolló un inusual ojo de tan sólo 8 kilómetros de diámetro, el más diminuto jamás observado en un ciclón tropical. A las 14:54 UTC, el Soudelor tocó tierra a lo largo de la costa sur de Saipán
Luego de exeperimentar un ciclo de reemplazamiento de pared de ojo, el Soudelor continuó intensificádose rápidamente y el 3 de agosto, la JTWC lo promovió a supertifón de categoría cinco. Después de esto, la intensidad se mantuvo basal a partir de entonces y después de mantener la categoría cinco durante 24 horas, el Soudelor fue degradado a supertifón de categoría cuatro a finales del 4 de agosto. El 5 de agosto, la PAGASA había reportado que el Soudelor había entrado al Área de Responsabilidad Filipina y le asignó el nombre de Hanna. El Soudelor se debilitó más a categoría dos y mantuvo ésta intensidad por un día. El 7 de agosto, el tifón reintensificó y alcanzó su segundo pico de intensidad como tifón de categoría tres y a finales de ese día, tocó tierra sobre Xiulin, condado de Hualien en Taiwán a las 20:40 UTC del 7 de agosto (04:40 del 8 de agosto en Taiwán). Después de esto, cruzó el estrecho de Formosa proveniente de Taixi, condado de Yunlin, alrededor de las 03:00 UTC (11:00 TST) del mismo día. Cerca de las 14:10 UTC (22:10 tiempo de China) del mismo día, el Soudelor tocó tierra sobre Putian, Fujian en China como tifón de categoría uno.
A su paso, en las islas Marianas, las evaluaciones iniciales de los centros de operaciones de emergencia indicaron que aproximadamente 384 casas fueron destruidas. Una evaluación separada por la Cruz Roja estadounidense mostró que 800 casas fueron afectadas. De éste total, 158 fueron destruidas, 296 sostuvieron daños severos y 354 sostuvieron daños leves. Se reportó inicialmente que los daños causados por el Soudelor fueron de USD $20 millones en Saipán. En Taiwán, se había reportado la muerte de ocho personas por distintas causas relacionadas por el tifón. Adicionalmente 420 personas fueron lesionadas en distintos grados. Se reportó apagones en varios puntos del país dejando a 4,85 millones sin el servicio de electricidad. El servicio telefónico, de aviación y de agua potable también fue afectado durante la tormenta. Los daños en la agricultura de Taiwán excedieron los USD $49,08 millonres. En el este de China, el tifón provocó la muerte de 21 personas y 5 más desaparecidas. Las pérdidas económicas en las provincias de Fujian y Zhejiang alcanzaron los USD $1,31 mil millones.

### Depresión tropical Catorce-W
Durante el 1 de agosto, la JMA había reportado la formación de una depresión tropical aproximadamente a 940 kilómetros al sureste de Tokio. El diminuto sistema subsecuentemente se desplazó al norte-noroeste y se encontró con un anticiclón, es decir, en un ambiente que fue considerado infavorable para su fortalecimiento. La JTWC emitió un Tropical Cyclone Formation Alert sobre el sistema durante aquel día. Al presentar un centro de circulación muy definido pero expuesto con una con una convección profunda proliferante sobre la periferia este, la JTWC lo denominó como la depresión tropical Catorce-W. Esta organización meteorológica emitió su aviso final sobre el sistema el 4 de agosto, después que se evidenciara circulación débil que no reunía los criterios de ser clasificado como ciclón tropical. Sin embargo, la JMA continuó monitoreándo el sistema antes de ser visto por última vez al día siguiente cerca de la región de Kansai.

### Tormenta tropical Molave
El 5 de agosto, la Agencia Meteorológica de Japón inició a monitorear a una depresión tropical que se había formado aproximadamente a 680 kilómetros al noreste de Agaña, Guam. Sin embargo, en análisis posteriores se determinó que la depresión se había formado hasta el día siguiente. El sistema se encontraba en un área que se consideraba moderadamente propicia para un fortalecimiento adicional, con la presencia de una cizalladura vertical de viento débil y un frente de ráfaga bien establecido. Sobre el siguiente día, la convección de adosó a su centro de circulación de magnitud baja y gradualmente se consolidó, antes de que se emitiese una alerta de formación de ciclón tropical por la JTWC durante aquel día. A inicios del 7 de agosto, la JTWC lo promovió como la depresión tropical Quince-W. En aquel día, la depresión gradualmente se intensificó hasta convertirse en tormenta tropical, nombrado por la JMA como: Molave, cuyo nombre se refiere a una especie de madera que es utilizado en mueblería en las Filipinas. La JTWC mantuvo al Molave como una débil depresión tropical con vientos de 25 nudos debido a su circulación pobremente definida y expuesta. Sin embargo, la JTWC lo promovió a tormenta tropical el 8 de agosto, mientras que su convección profunda y vientos con fuerza de tormenta tropical se reportaran al noroeste del centro del sistema. Durante el día siguiente, el Molave entró en un área de condiciones marginalmente favorables con una cizalladura de viento de débil a moderada, y la circulación de la tormenta en proceso de exposición parcial. Horas después, la convección profunda rápidamente disminuyó y fue el motivo por el cual la JTWC emitió su aviso final sobre este sistema, aunque fue clasificado como tormenta subtropical. A pesar de esto, la JMA aún lo seguía monitoreándolo como tormenta tropical.
El 11 de agosto, según la JTWC, el sistema nuevamente se convirtió en tormenta tropical y, por lo tanto, reiniciaron los boletines. La convección del Molave se debilitó y el centro de circulación fue nuevamente expuesto debido a otra cizalladura de viento severa. A finales de aquel día, el Molave se debilitó a tormenta tropical mínima. El 13 de agosto, la convección fue enteramente cizallada y la JTWC emitió su aviso final cuando se consensuó que el sistema se había convertido en un sistema extratropical de núcleo frío. Unas pocas horas después, a inicios del 14 de agosto, la JMA emitió su aviso final sobre el Molave. Los remanentes del sistema salieron de la cuenca el 18 de agosto.

### Tifón Goni (Ineng)
El 13 de agosto, la JMA empezó a monitorear una depresión tropical que se había desarrollado cerca de 685 kilómetros al sureste de Agaña. Para el día siguiente, la depresión fue denominada como Dieciséis-W por la JTWC. Varias horas después, la convección profunda mejoró y proliferó cerca de su centro de circulación y ambas agencias promovieron a tormenta tropical, nombrándolo como: Goni (nombre aportado por Corea del sur que significa: "cisne"). Durante la noche del 15 de agosto, la JMA promovió al Goni a tormenta tropical severa a medida que la cizalladura de viento amainó, propiciando la anexión de bandas convectivas alrededor de su centro de circulación. Para el día siguiente, las imágenes de satélite mostraban un ojo en formación rodeado de bandas nubosas adosadas a éste, que eran en consecuencia a cizalladura débil y un ambiente progresivamente mejorado. El Goni se intensificó a tifón por ambas agencias unas pocas horas después. A inicios del 17 de agosto, las imágenes de satélite mostraron un ojo en forma de afiler mientras el sistema estaba en proceso de rápida intensificación, el cual lo llevó a alcanzar rápidamente la categoría cuatro de tifón y su primer pico de intensidad. El ligero adelgazamiento de las bandas convectivas y la intensificación de la cizalladura de viento causaron el debilitamiento del Goni a la categoría tres de tifón. El Goni mantuvo esa intensidad mientras se desplazaba al oeste y al Área de Responsabilidad Filipina en donde la PAGASA lo nombró: "Ineng"; el ambiente empezó a mejorar nuevamente. El Goni pudo mantener su patrón convectivo con sus bandas nubosas estrechadas al centro de circulación el cual fue un ojo de 28 millas náuticas de diámetro. La JTWC posteriormente promovió nuevamente al Goni a categoría cuatro a inicios del 20 de agosto mientras se ubicaba al norte de la costa filipina. Rápidamente después, el Goni ejecutó un giro al norte y, luego de tomar un rumbo por el noreste, reintensificó por tercera vez a categoría cuatro a mediados del 23 de agosto. El Goni se desplazó por Uki en la prefectura de Kumamoto después de las 20:00 UTC y tocó tierra sobre Arao, en la misma prefectura a las 21:00 UTC del 24 de agosto. El sistema llegó al mar de Japón como tifón a inicios del siguiente día y se debilitó a tormenta tropical severa a las 09:00 UTC. El Goni se desplazó al noreste y posteriormente se convirtió en ciclón extratropical.

### Tifón Atsani
Posterior a la formación del Goni, la JTWC inició a monitorear a otra perturbación tropical aproximadamente a 157 kilómetros al norte-noroeste del atolón Wotje, islas Mashall. La convección profunda con bandas formativas alrededor de la circulación del sistema propiciaron que la JMA y la JTWC empezaran a emitir avisos sobre la depresión tropical Diecisiete-W el 14 de agosto. A finales de aquel día, ambas agencias lo promovieron a tormenta tropical, siendo nombrado por la JMA: Atsani (nombre aportado por Tailandia que significa: relámpago). El 16 de agosto, ambas agencias lo promovieron a tifón y encontraron en las imágenes de satélite un ojo desarrollándose. La convección profunda mejorada y un ojo rasgado se evidenció aún más al día siguiente y en la noche, el ojo del tifón se definió aún más por lo que la JTWC lo promovió a tifón de categoría tres. La intensificación continuó hasta a inicios del 18 de agosto, cuando la JTWC lo promovió a tifón de categoría cuatro. Para el 19 de agosto, una cizalladura de viento muy débil y un excelente frente de ráfaga radial tuvieron lugar. La presencia de un núcleo simétrico y bandas alimentadoras adicionales propiciaron a la JTWC en promoverlo a supertifón. A finales de aquel día, las imágenes de satélite mostraron que el Atsani se encontraba más simétrico e intenso con bandas alimentadoras acoplándose a un ojo expandido de 34 millas náuticas de diámetro. Por esto, la JTWC lo promovió a categoría cinco, midiendo su pico de intensidad en un minuto de vientos de 260 km/h.

## Otras tormentas

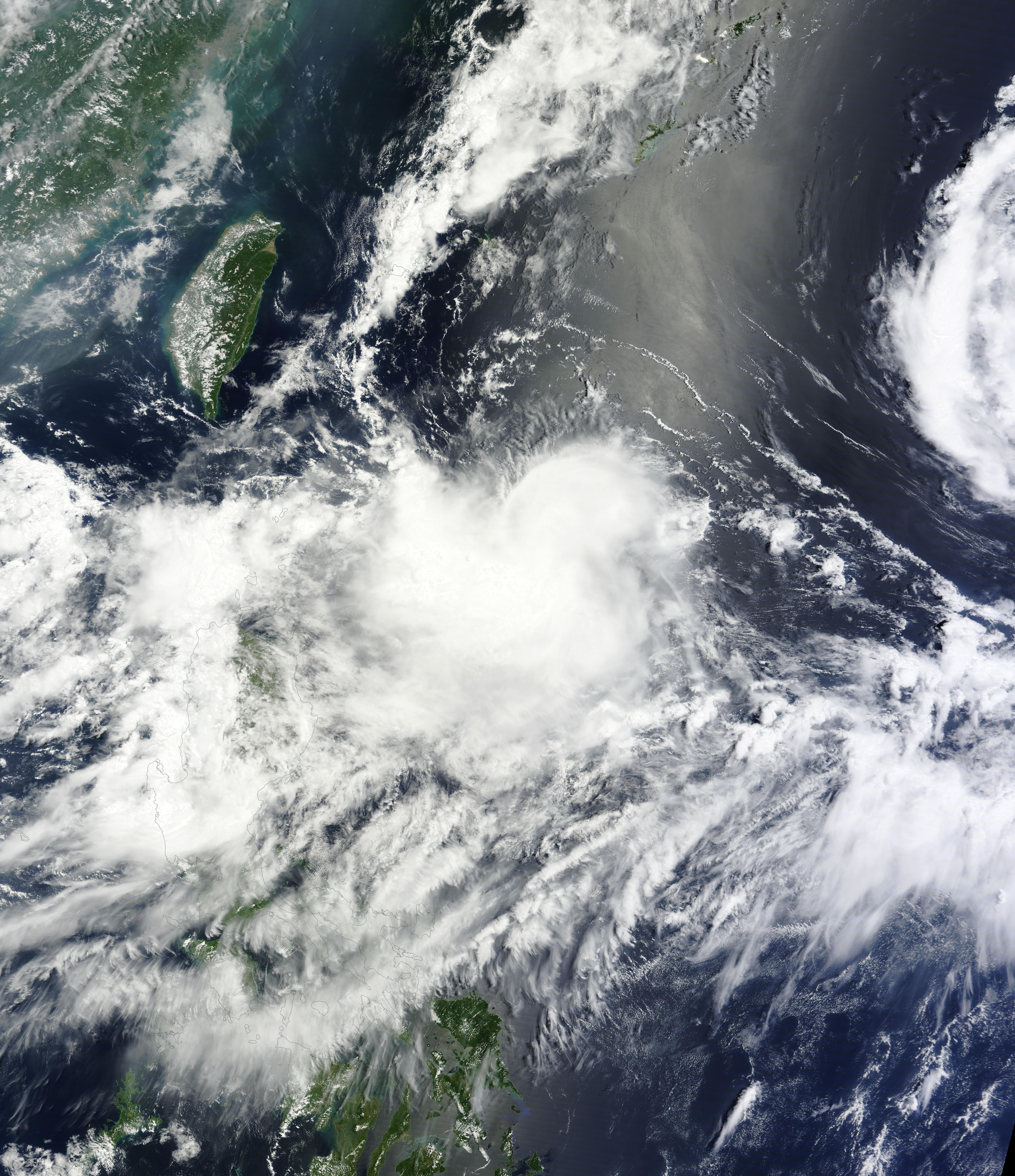
Una débil depresión tropical (DT JMA 15) al este de las Filipinas el 14 de julio de 2015

- DT JMA 01: A inicios del 2 de enero, la Agencia Meteorológica de Japón reportó la formación de una depresión tropical al noroeste de Brunéi, en un área de condiciones marginalmente favorable para un desarrollo adicional.[380][381] Al día siguiente, el sistema se desplazó sobre un área predominante de una cizalladura vertical de viento moderada y su convección fue desplazada al oeste de su centro de circulación de magnitud baja expuesto.[382] El sistema fue observado por última vez por la JMA durante el 4 de enero, cuando se disipó en el mar de la China Meridional, cerca de la frontera entre Malasia e Indonesia.[383][384][385]

- DT JMA 12: Este sistema empezó a ser vigilado por ambas agencias el 25 de junio mientras se encontraba a cientos de kilómetros al sur de Guam, con una convección y centro de circulación pobremente definido.[386] En los días siguientes su intensidad se mantuvo latente hasta que fue declarado como depresión tropical por la JMA el 1 de julio ubicado en un ambiente complicado, pues se encontraba muy cerca de la recién formada tormenta tropical Chan-hom.[387] El sistema al ser débil, empezó a interactuar con el Chan-hom y posteriormente fue absorbido por la tormenta el 2 de julio. Este proceso sirvió como un potenciador para la intensificación del Cham-hom, el cual alcanzó la categoría de tifón tiempo después.[189]

- DT JMA 15: El 14 de julio de 2015, la JMA empezó a monitorear una depresión tropical débil a varios cientos de kilómetros al este-noreste de las Filipinas.[388] El sistema mostraba signos de intensificación, sin embargo la JMA emitió su aviso final sobre éste tiempo después.[389] El 15 de julio, la JMA reinició avisos sobre la depresión.[390] Esta, se desplazó al norte y fue absorbida por el frente de ráfaga del tifón Nangka al día siguiente.[391]

- DT JMA 16: Esta depresión se formó el 18 de julio y, sin mayor eventos, se disipó el 20 de julio al suroeste de Japón y al sur de la península coreana.[392][393]

- DT JMA 17: Brevemente una depresión tropical se había formado sobre la provincia china de Guangdong, aunque esta se disipó debido al contacto con tierra.[394][395]

- DT JMA 34

## Nombres de los ciclones tropicales
y otro tifón llamado tifón Stan stan se formó de madrugada para Japón y tifón axles
Dentro del océano Pacífico noroccidental, ambos la JMA y PAGASA asigna nombres a los ciclones tropicales que se forman en el Pacífico occidental, los cuales resultan en un ciclón tropical con dos nombres. El Centro Meteorológico Regional Especializado de la Agencia Meteorológica de Japón - Typhoon Center asigna nombres internacionales a ciclones tropicales en nombre del comité de tifones de la Organización Meteorológica Mundial, deben de ser revisados si tienen una velocidad de vientos sostenidas en 10 minutos de 65 km/h. Los nombres de ciclones tropicales muy destructivos son retirados, por PAGASA y el Comité de Tifones. En caso de que la lista de nombres para la región filipina se agote, los nombres serán tomados de una lista auxiliar en el cual los primeros diez son publicados en cada temporada. Los nombres no usados están marcados con gris y los nombres en negrita son de las tormentas formadas.

### Nombres internacionales
Los ciclones tropicales fueron nombrados de la siguiente lista del Centro Meteorológico Regional Especializado en Tokio, una vez que alcanzan la fuerza de tormenta tropical. Los nombres son aportados por miembros de la ESCAP/WMO Typhoon Committee. Cada miembro de las 14 naciones o territorios contribuyen con 10 nombres, el cual son usados en orden alfabético, por el nombre del país en inglés (p.ej. China, Federated States of Micronesia, Japan, South Korea, United States, etc.). Los siguientes 30 nombres son:
| - Mekkhala (1501) - Higos (1502) - Bavi (1503) - Maysak (1504) - Haishen (1505) - Noul (1506) | - Dolphin (1507) - Kujira (1508) - Chan-hom (1509) - Linfa (1510) - Nangka (1511) - Soudelor (1513) | - Molave (1514) - Goni (1515) - Atsani (1516) - Etau (1518) - Vamco (1519) - Krovanh (1520) | - Dujuan (1521) - Mujigae (1522) - Choi-wan (1523) - Koppu (1524) - Champi (1525) - In-Fa (1526) - Melor (1527) |

#### Ciclones provenientes de otras regiones
Los ciclones que entran al Pacífico occidental provenientes de otras regiones (océano Índico, Pacífico oriental y central) conservan sus nombres originales y son designados numeralmente por la JMA.
| - Halola (1512) - Kilo (1517) |

### Filipinas
La PAGASA usa sus propios nombres para los ciclones tropicales en su área de responsabilidad. Ellos asignan nombres a las depresiones tropicales que se formen dentro de su área de responsabilidad y otro ciclón tropical que se mueva dentro de su área de responsabilidad. En caso de que la lista de nombres dadas a un año sean insuficientes, los nombres de la lista auxiliar serían tomados, los primeros diez de los cuales son publicados cada año antes que la temporada empiece. Los nombres no retirados serán usados en la temporada del 2019. Esta es la misma lista usada en la temporada del 2011, con la excepción de Betty, Jenny, Marilyn, Perla y Sarah, los cuales reemplazaron a Bebeng, Juaning, Mina, Pedring y Sendong respectivamente. Los nombres no usados están marcados con gris. El nombre Nonoy se encontraba en esta lista, sin embargo, por razones meramente políticas por relacionarse a Noynoy o al presidente Benigno Aquino III, fue quitado y reemplazado por Nona cuando a tormenta tropical Melor entró en el Área de Responsabilidad Filipina.
| - Amang (1501) - Betty (1503) - Chedeng (1504) - Dodong (1506) - Egay (1510) | - Falcón (1509) - Goring (1512) - Hanna (1513) - Ineng (1515) - Jenny (1521) | - Kabayán (1522) - Lando (1524) - Marilyn (1526) - Nona (1527) - Onyok | - Perla (sin usar) - Quiel (sin usar) - Ramón (sin usar) - Sarah (sin usar) - Tisoy (sin usar) | - Úrsula (sin usar) - Viring (sin usar) - Weng (sin usar) - Yoyoy (sin usar) - Zigzag (sin usar) |

Lista auxiliar

| - Abe (sin usar) - Berto (sin usar) | - Charo (sin usar) - Dado (sin usar) | - Estoy (sin usar) - Felión (sin usar) | - Gening (sin usar) - Hermán (sin usar) | - Irma (sin usar) - Jaime (sin usar) |